# ジョルジェ・ヨヴァノヴィッチ
ジョルジェ・ヨヴァノヴィッチ（セルビア語: Ђорђе Јовановић, 英語: Đorđe Jovanović、1999年2月15日 - ）は、セルビア (旧ユーゴスラビア)・レポサヴィッチ出身のサッカー選手。FCバーゼル所属。ポジションはFW。

## クラブ経歴
パルチザン・ベオグラードの下部組織を経て、2016年12月11日、セルビア・スーペルリーガのFKチュカリチュキ戦でトップチームデビューを果たした。
2018年8月2日、ベルギーのスポルティング・ロケレンに移籍した。
2019年1月31日、セグンダ・ディビシオンに所属していたカディスCFに加入し、4年半契約を結んだ。同年9月2日、2019-20シーズンはFCカルタヘナにレンタル移籍することが決定した。
2020年10月5日、双方合意の下、カディスとの契約を解除してフリーの身となった。
2021年1月1日、セルビアのFKチュカリチュキに加入した。
2022年2月2日、2年半契約でマッカビ・テルアビブFCに移籍した。

## 代表経歴
セルビアの各世代別代表を経て、2022年6月5日、UEFAネーションズリーグのスロベニア代表戦にて、後半からの途中出場でセルビア代表デビューを果たした。